# 安田一郎 (英語学者)
安田 一郎（やすだ いちろう、1922年9月27日 - 1992年）は、日本の英語学者、英文学者、成城大学名誉教授。NHKラジオ『続・基礎英語』の講師として知られる。

## 人物
東京入谷生まれ。1944年9月東京外国語学校英語部卒。1947年埼玉県経済部倍賞課嘱託、1949年埼玉地方経済調査庁経済調査官、1952年埼玉県地方行政観察局総理府事務官、埼玉大学教育学部附属中学校教官、1962年東京教育大学指導主事課程修了、1963年から64年にかけてフルブライト留学生としてミシガン大学に学び研修修了、帰国後に成城大学短期大学部講師、1965年NHK英語講座『続・基礎英語』講師（-1980年）、1967年成城短大助教授、1976年教授、1977年成城大学法学部教授（英語）、1978年大学評議員、1983年から87年図書館長、1990年成城大学定年退職、名誉教授、調布学園女子短期大学教授。

## 著書

### 単著
- 『英語の文法』岩崎書店 英語ライブラリー、1966
- 『英語の文型と文法 NHK続基礎英語』日本放送出版協会 1970
- 『英語とはなんだろう』日本放送出版協会 1976

### 共著
- 『英語の文型と運用』（小川芳男との共著） 平明社 1961
- 『アメリカ口語辞典』（ジャン・マケーレブとの共著） 朝日出版社 1983

## 参考
- 「安田一郎教授略歴・主要業績 (安田一郎教授退任記念号)」『教養論集』第8号、成城大学、1990年12月、395-398頁、ISSN 03898075、NAID 110000536965。